# Etapes d'isòtops marins

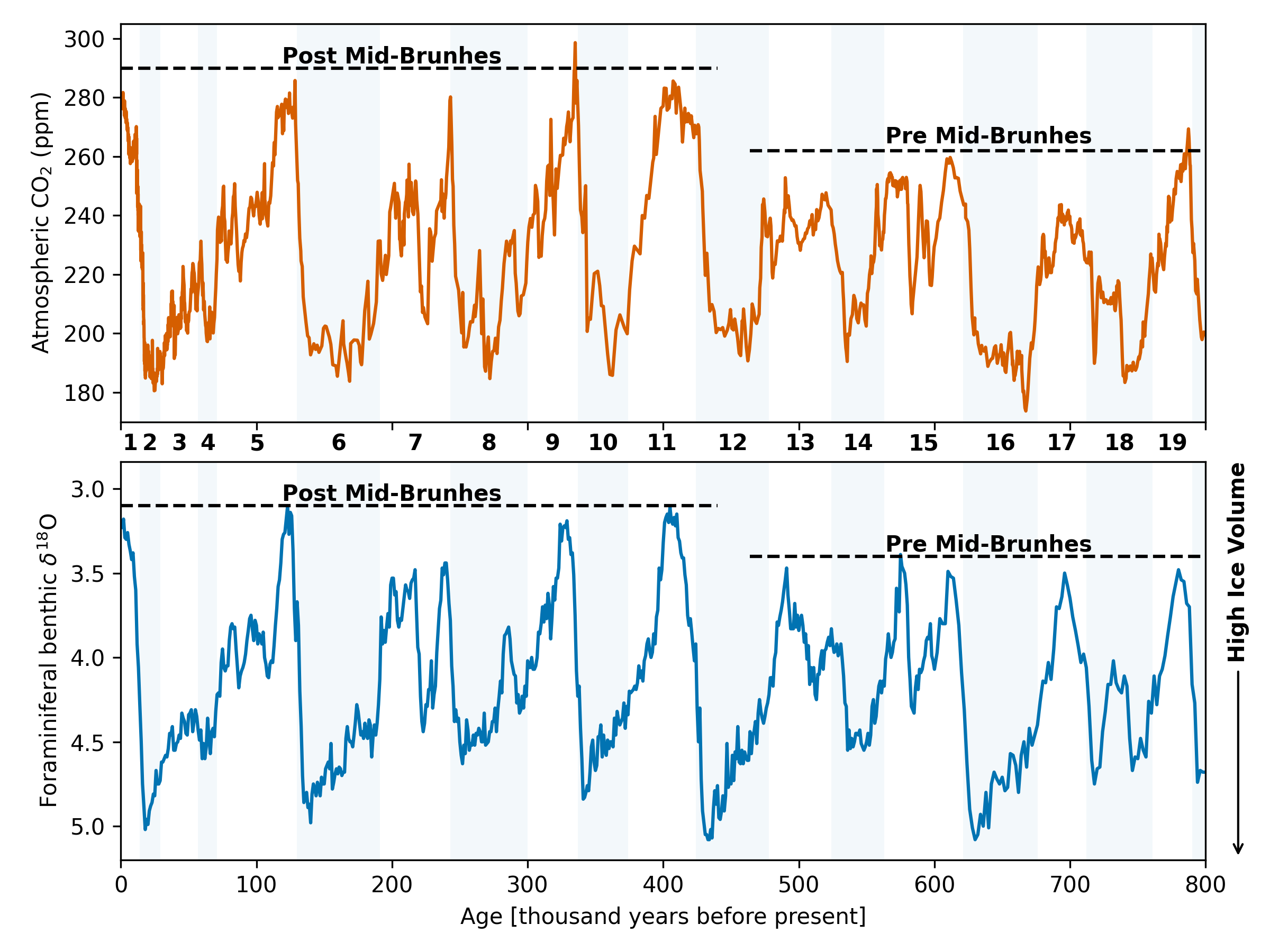
L'esdeveniment Mid-Brunhes (MBE) és un canvi climàtic evident en diversos nuclis de sediments marins i de gel antàrtic. Correspon a un augment de l'amplitud dels cicles glacial-interglacial i a la transició entre MIS 12 i MIS 11 fa uns 430.000 anys.Les concentracions de CO2 atmosfèric durant l'interglacial augmenten i el volum de gel disminueix durant la transició climàtica. Els números indiquen les etapes d'isòtops marins (Lisieki i Raymo 2004; CO2 antàrtic Bereiter 2014).

Les etapes d'isòtops marins (geologia, paleoclimatologia), fan referència a la datació de les capes de sediments en funció dels isòtops estables d'oxigen que contenen. (En angès: marine isotope stages, MIS; o oxygen isotope stages, OIS). Les etapes mostren períodes alternatius càlids i freds en el paleoclima de la Terra, deduits a partir de les dades d'isòtops d'oxigen derivades de mostres marines extretes en llocs profunds.

### Isòtops en els sediments marins
L'estudi dels isòtops d’oxigen presents en els organismes dels foraminífers bentònics es basa en la relació entre els dos isòtops de l’oxigen (16O i 18O) que incorporen els organismes, en concentracions diferents, en correspondència amb la temperatura i la composició isotòpica de l’aigua que els envolta. L’oxigen-16 s'allibera en el vapor d'aigua durant els processos d’evaporació. Així, la concentració de l'isòtop 16O en l’aigua de pluja és menor que el de l'aigua del mar.

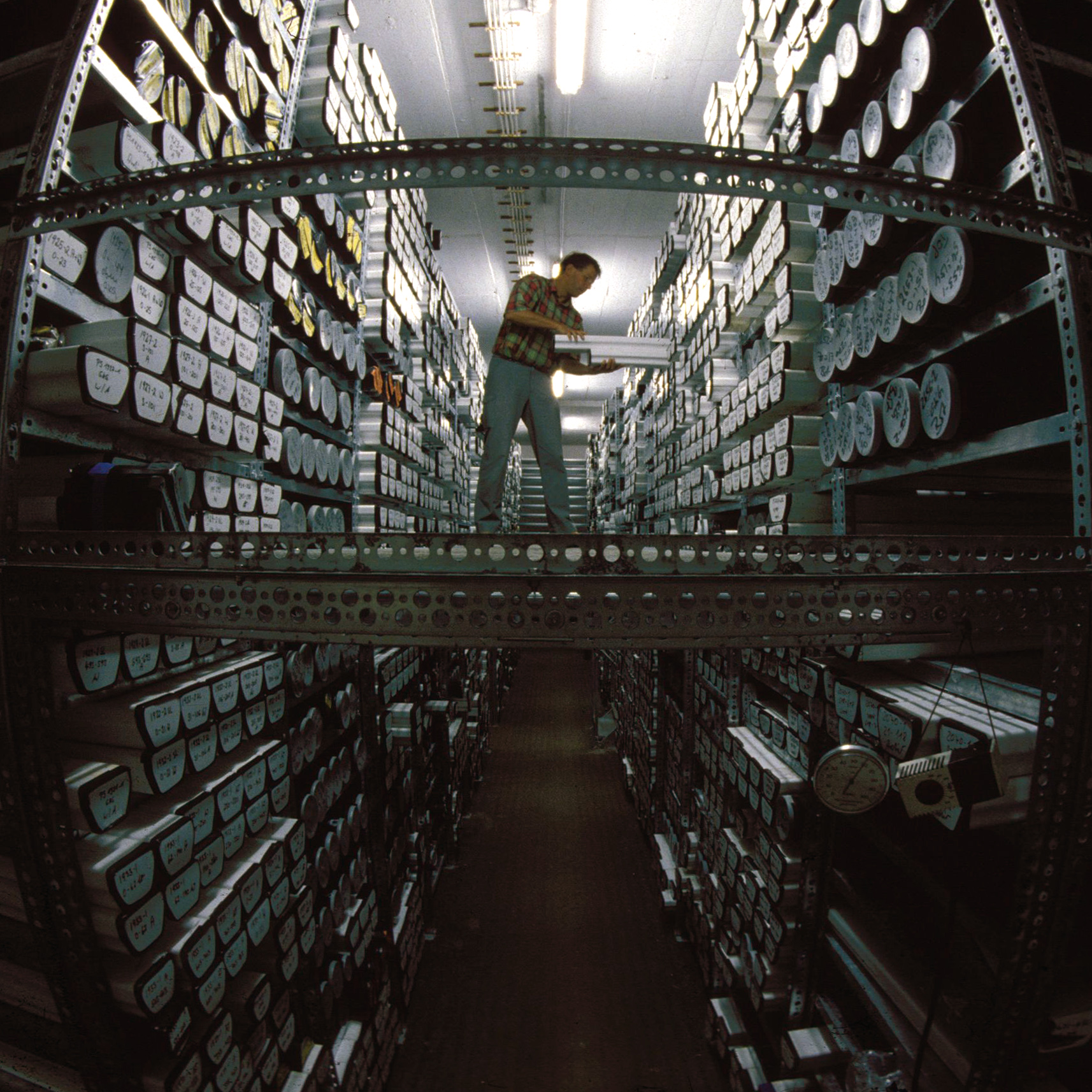
Arxiu de mostres de nuclis de sediments (Dipòsit de nuclis POLARSTERN, Institut Alfred Wegener d'Investigació Polar i Marina, Bremerhaven)

Els dipòsits de 18O que són presents en els carbonats, minven en la mesura que augmenta la temperatura. La composició d’isòtops d’oxigen en els fòssils calcaris d'esquelets de foraminífers, coralls i mol·luscs està estretament relacionada amb la calcificació formada carbonat de calci i calci (Ca2+). En les aigües lacustres s'estudien les diatomees que es formen amb silicats que també acullen isòtops d'oxigen.

### Utilitat
En els períodes geològics on hi hagué temperatures més baixes (glaciacions), es va incorporar una proporció més alta d'oxigen-18 (18O) als esquelets dels foraminífers fòssils que no pas en els períodes amb temperatures més càlides. Per això la proporció 18O/16O a la calcita del fons oceànic varia en funció d'un període càlid o un de fred. Amb això es poden reconstruir els esdeveniments climàtics del Quaternari i també del Cenozoic.
L'estudi de les condicions climàtiques del Quaternari són útils per a conèixer el comportament i l'evolució del paisatge terrestre de l'actualitat. Alguns científics apunten que la freqüència i l'amplitud dels cicles climàtics glacial-interglacial no eren constants durant el Quaternari, que es produí un canvi més evident a la transició del Plistocè mitjà i que existien nombroses oscil·lacions de tipus menor dins de cada cicle. Això fa difíicil confirmar que el paisatge actual sigui ben bé igual al que mitjanament hi hagué en aquell temps.

### Escala
Anant enrere des del present=MIS 1 de l'escala, les etapes amb nombres parells tenen nivells elevats d'oxigen-18 i representen períodes glacials freds, mentre que les etapes senars són baixes en contingut d'oxigen-18, i representen intervals interglacials càlids.. Les dades s'obtenen de restes de pol·len i foraminífers (plàncton) en nuclis de sediments marins perforats, sapropels (llots negres dels llits oceànics) i altres dades (proxies) que reflecteixen el clima històric.
|  | Época             | edat/temps BP | etapa MIS | denominació britànica | clima |
|  | ----------------- | ------------- | --------- | --------------------- | --- |
|  | Holocè            | 10.000        | 1         | Flandrian             | càlid, ple interglacial                                                                                   |
|  | Plistocè superior | 25            | 2         | Devensian             | mitjanament fred, més fred a MIS 2 i menys fred a MIS 3 amb episodis relativament càlids (interestadials) |
|  | Plistocè superior | 50            | 3         | Devensian             | mitjanament fred, més fred a MIS 2 i menys fred a MIS 3 amb episodis relativament càlids (interestadials) |
|  | Plistocè superior | 70            | 4         | Devensian             | mitjanament fred, més fred a MIS 2 i menys fred a MIS 3 amb episodis relativament càlids (interestadials) |
|  | Plistocè superior | 110           | 5ad       | Devensian             | mitjanament fred, més fred a MIS 2 i menys fred a MIS 3 amb episodis relativament càlids (interestadials) |
|  | Plistocè superior | 125           | 5e        | Ipswichian            | càlid, ple interglacial                                                                                   |
|  | Plistocè mitjà    | 190           | 6         | Wolstonian            | Alternància de períodes glacials i interglacials                                                          |
|  | Plistocè mitjà    | 240           | 7         | Wolstonian            | Alternància de períodes glacials i interglacials                                                          |
|  | Plistocè mitjà    | 300           | 8         | Wolstonian            | Alternància de períodes glacials i interglacials                                                          |
|  | Plistocè mitjà    | 340           | 9         | Wolstonian            | Alternància de períodes glacials i interglacials                                                          |
|  | Plistocè mitjà    | 380           | 10        | Wolstonian            | Alternància de períodes glacials i interglacials                                                          |
|  | Plistocè mitjà    | 425           | 11        | Hoxnian               | càlid, ple interglacial                                                                                   |
|  | Plistocè mitjà    | 480           | 12        | Anglian               | fred màxim                                                                                                |
|  | Plistocè mitjà    | 620           | 13-16     | Cromerian             | cicles freds i cicles càlids alternants                                                                   |
|  | Plistocè mitjà    | 780           | 17-19     | Cromerian             | cicles freds i cicles càlids alternants                                                                   |
|  | Plistocè inferior | 1.800.000     | 20-64     |                       | cicle fred però no suficient per a considerar-lo glacial                                                  |

### Denominació
S'han identificat més de 100 etapes, que abasten fins a 6 milions d'anys. L'escala es podria ampliar en un futur fins als 15 milions d'anys. Hi ha etapes molt estudiades com el MIS 5, que es divideixen en subetapes que s'anomenen afegint-hi una lletra per a distingir-les (a, c: són càlides; b, d: fredes). També s'empra un sistema numèric per a referir-se a "horitzons o estadis" per a distingir esdeveniments puntuals en lloc de períodes (MIS 5.5, que representa el punt màxim de MIS 5e, i 5.51, 5.52, etc., que representen els pics i valls del registre a nivell més detallat. Per als períodes més recents hi ha una aproximació cada cop més precisa del temps.

### Etapes detallades
Llista amb les dates d'inici de les etapes a més a més de les subetapes de MIS 5 (més recent). Les xifres, en milers d'anys. Els números per a les subetapes a MIS 5 denoten pics de subetapes per comptes de límits.
- MIS 1 – 14, el final del Dryas recent marca l'inici de l'Holocè. La data de LR04 (algorítmic quantitatiu del registre d'isòtops d'oxigen)[10] de 14.000 anys havia d'acollir intervals de temps menys estudiats, i es va optar per 11.700 anys.
- MIS 2 – 29, (últim màxim glacial)
- MIS 3 – 57 (MIS 2-4 s'anomena l'últim període glacial, glaciació de Wisconsin a Amèrica del Nord, glaciació de Weichselian al nord d'Europa)
- MIS 4-71
- MIS 5 - 130, generalment subdividit en (a,b,c,d,e)
- MIS 5a - 82 (pic de la subetapa interglacial)
- MIS 5b - 87 (pic de la subetapa glacial)
- MIS 5c - 96 (pic de la subetapa interglacial)
- MIS 5d – 109 (pic de la subetapa glacial)
- MIS 5e - 123 (pic de la subetapa interglacial de l'Eemià, o Ipswichian a Gran Bretanya)
- MIS 6 – 191 (glacial Ionià a Amèrica del Nord, Chibanià a Europa, Saalià al nord d'Europa i Wolstonian a Gran Bretanya)
- MIS 7 – 243 (Interglacial Aveley a Gran Bretanya)
- MIS 8 – 300 (Wolstonian primerenc a Gran Bretanya)
- MIS 9 - 337 (interglacial Holstein a Europa, Purfleet Interglacial a Gran Bretanya)
- MIS 10 – 374
- MIS 11 – 424 (interglacial Holstein, mindel-Riss als Alps, Hoxnian a Gran Bretanya)
- MIS 12 - 478 (glacial Anglià a Gran Bretanya, glaciació Elster al nord d'Europa)
- MIS 13 – 524
- MIS 14 – 563
- MIS 15 – 621
- MIS 16 – 676
- MIS 17 – 712
- MIS 18 – 761
- MIS 19 - 790 (inversió de Brunhes-Matuyama)
- MIS 20 – 814
- MIS 21 – 866

La llista continua fins al MIS 104, començant fa 2,64 milions d'anys.

## Història
La utilitat dels microfossils com a testimoni de la temperatura es va conèixer en els inicis de l'oceanografia, durant l'expedició Challenger (1872-1875), quan John Murray va descobrir la relació directa entre l'abundància de foraminífers i la variació de la temperatura de l’aigua.
La utilitat per a les reconstruccions paleoclimàtiques basades en els isòtops d'oxigen dels fòssils marins va continuar amb les exploracions de Cesare Emiliani el 1957, amb les perforacions en els nuclis dels sediments oceànics, trobant la relació entre isòtops i la temperatura de l'aigua.
Un altre avenç no menys important es va produir l'any 1967, quan Nicholas Shackleton ajustà la relació entre els isòtops i el volum de les plaques de gel a nivell global. Les capes de gel expandides corresponents als períodes glacials van retenir l'isòtop d'oxigen-16 més lleuger que l'isòtop d'oxigen-18. Tot això va fer possible avançar en l'esquema global de les etapes d'isòtops marins.